# 32. ceremonia wręczenia Złotych Globów
Złote Globy za 1974 rok odbyły się 25 stycznia 1975 r. w Beverly Hilton Hotel w Los Angeles.
Nagrodę im. Cecila DeMille za całokształt twórczości otrzymał Hal B. Wallis.
Nagrodę Henrietty dla najbardziej popularnych aktorów otrzymali Robert Redford i Barbra Streisand.

Laureaci:

## Kino

### Najlepszy film dramatyczny
Chinatown, reż. Roman Polański

nominacje:
- Rozmowa, reż. Francis Ford Coppola
- Trzęsienie ziemi, reż. Mark Robson
- Ojciec chrzestny II, reż. Francis Ford Coppola
- Kobieta pod presją, reż. John Cassavetes

### Najlepsza komedia lub musical
Najdłuższy jard, reż. Robert Aldrich

nominacje:
- Strona tytułowa, reż. Billy Wilder
- Harry i Tonto, reż. Paul Mazursky
- Mały Książę, reż. Stanley Donen
- Trzej muszkieterowie, reż. Richard Lester

### Najlepszy aktor dramatyczny
Jack Nicholson - Chinatown

nominacje:
- Gene Hackman - Rozmowa
- James Caan - Gracz
- Al Pacino - Ojciec chrzestny II
- Dustin Hoffman - Lenny

### Najlepsza aktorka dramatyczna
Gena Rowlands - Kobieta pod presją

nominacje:
- Ellen Burstyn - Alicja już tu nie mieszka
- Faye Dunaway - Chinatown
- Valerie Perrine - Lenny
- Liv Ullmann - Sceny z życia małżeńskiego

### Najlepszy aktor w komedii lub musicalu
Art Carney - Harry i Tonto

nominacje:
- James Earl Jones - Claudine
- Jack Lemmon - Strona tytułowa
- Walter Matthau - Strona tytułowa
- Burt Reynolds - Najdłuższy jard

### Najlepsza aktorka w komedii lub musicalu
Raquel Welch - Trzej muszkieterowie

nominacje:
- Diahann Carroll - Claudine
- Helen Hayes - Garbi znowu w trasie
- Lucille Ball - Mame
- Cloris Leachman - Młody Frankenstein

### Najlepszy aktor drugoplanowy
Fred Astaire - Płonący wieżowiec

nominacje:
- John Huston - Chinatown
- Bruce Dern - Wielki Gatsby
- Sam Waterston - Wielki Gatsby
- Eddie Albert - Najdłuższy jard

### Najlepsza aktorka drugoplanowa
Karen Black - Wielki Gatsby

nominacje:
- Diane Ladd - Alicja już tu nie mieszka
- Bea Arthur - Mame
- Jennifer Jones - Płonący wieżowiec
- Madeline Kahn - Młody Frankenstein

### Najlepsza reżyseria
Roman Polański - Chinatown

nominacje:
- Francis Ford Coppola - Rozmowa
- Francis Ford Coppola - Ojciec chrzestny II
- Bob Fosse - Lenny
- John Cassavetes - Kobieta pod presją

### Najlepszy scenariusz
Robert Towne - Chinatown

nominacje:
- Francis Ford Coppola - Rozmowa
- Francis Ford Coppola i Mario Puzo - Ojciec chrzestny II
- Stirling Silliphant - Płonący wieżowiec
- John Cassavetes - Kobieta pod wpływem

### Najlepsza muzyka
Alan Jay Lerner i Frederick Loewe - Mały Książę

nominacje:
- Jerry Goldsmith - Chinatown
- John Williams - Trzęsienie ziemi
- Nino Rota - Ojciec chrzestny II
- Paul Williams - Upiór z raju

### Najlepsza piosenka
„Benji's Theme (I Feel Love)” - Benji - muzyka: Euel Box; słowa: Betty Box

nominacje:
- „On and On” - Claudine - muzyka i słowa: Curtis Mayfield
- „Sail the Summer Winds” - Gołąb - muzyka: John Barry; słowa: Don Black
- „I Never Met a Rose” - Mały Książę - muzyka: Frederick Loewe; słowa: Alan Jay Lerner
- „We May Never Love Like This Again” - Płonący wieżowiec - muzyka i słowa: Al Kasha i Joel Hirschhorn

### Najlepszy film zagraniczny
Sceny z życia małżeńskiego, reż. Ingmar Bergman  Szwecja

nominacje:
- Amarcord, reż. Federico Fellini  Włochy
- Kariera Duddy Kravitza, reż. Ted Kotcheff  Kanada
- Przygody rabina Jakuba, reż. Gérard Oury  Francja
- Lacombe Lucien, reż. Louis Malle  Francja

### Najlepszy film dokumentalny
Animals Are Beautiful People, reż. Jamie Uys

nominacje:
- Birds Do It, Bees Do It, reż. Albert Kohn
- Hearts and Minds, reż Peter Davis
- I Am a Dancer
- Janis, reż. Howard Alk

### Najlepszy debiut - aktor
Joseph Bottoms - Gołąb

nominacje:
- Lee Strasberg - Ojciec chrzestny II
- Sam Waterston - Wielki Gatsby
- Steven Warner - Mały Książę
- James Hampton - Najdłuższy jard

### Najlepszy debiut - aktorka
Susan Flannery - Płonący wieżowiec

nominacje:
- Ann Turkel - 99 and 44/100% Dead
- Helen Reddy - Port lotniczy 1975
- Valerie Harper - Szaleni detektywi
- Julie Gholson - Where the Lilies Bloom